# The Chaos Chapter: Freeze
The Chaos Chapter: Freeze (kor. 혼돈의 장: FREEZE) – drugi album studyjny południowokoreańskiej grupy TXT, wydany 31 maja 2021 roku przez wytwórnię Big Hit Music. Płytę promował singel „0X1=LOVESONG (I Know I Love You)”. Album ukazał się w trzech wersjach fizycznych („World”, „You” i „Boy”).
Repackage albumu, zatytułowany The Chaos Chapter: Fight or Escape (kor. 혼돈의 장: FIGHT OR ESCAPE), ukazał się 17 sierpnia 2021 roku. Zawierał trzy nowe utwory, w tym główny singel „Loser=Lover”.

## Lista utworów

### The Chaos Chapter: Freeze
| CD | CD                                                                      | CD | CD                     | CD      |
| Nr | Tytuł utworu                                                            | Tekst & muzyka | Muzyka                 | Długość |
| -- | ----------------------------------------------------------------------- | --- | ---------------------- | ------- |
| 1. | „Anti-Romantic”                                                         | Alex Hope, Salem Ilese, Slow Rabbit, "Hitman" Bang, Danke, Song Jae-kyung | Alex Hope, Slow Rabbit | 3:35    |
| 2. | „0X1=LOVESONG (I Know I Love You)” (feat. Seori)                        | Slow Rabbit, RM, Derek "Mod Sun" Smith, Andrew Migliore, Melanie Joy Fontana, "Hitman" Bang, Danke, Will Simms, Gabriel Brandes, Matt Thomson, Max Lynedoch Graham                 | Slow Rabbit            | 3:22    |
| 3. | „Magic”                                                                 | Olly Murs, Sarah Blanchard, Richard Boardman, Pablo Bowman, Anders Froen, Aaron Hibell                                                                                             | The Six, Aaron Hibell  | 2:40    |
| 4. | „Soakaeng” (kor. 소악행, ang. Ice Cream)                                | Jacob Attwooll, Tristan Landymore, Frederick Cox, Conrad Sewell, Danke, "Hitman" Bang, Lee Seu-ran, Stella Jang, Soobin, Cho Yoon-kyung                                            | Jacob Attwooll         | 3:23    |
| 5. | „Baelronseu geim” (kor. 밸런스 게임, ang. What If I Had Been That Puma) | Ebenezer, Magnus, Yeonjun, Danke, "Hitman" Bang, Taehyun, Cho Yoon-kyung, Beomgyu1, 1월8일, Lutra, Kim In-hyung                                                                    | Ebenezer, Magnus       | 3:33    |
| 6. | „No Rules”                                                              | Gavin Jones, Olof Lindskog, Ryan Lawrie, Lee Seu-ran, Yeonjun, Danke, Hueningkai, Beomgyu, "Hitman" Bang, Taehyun, Cho Yoon-kyung, 1월8일                                          | Ollipop                | 3:06    |
| 7. | „Dear Sputnik” (kor. 디어 스푸트니크)                                   | El Capitxn, Hueningkai, "Hitman" Bang, Andy Love, Danke, Gabriel Brandes, Matt Thomson, Max Lynedoch Graham, Ronnie Icon, Taehyun, Kim Seon-oh, 1월8일, Kim Bo-eun, Song Jae-kyung | Hueningkai, El Capitxn | 3:15    |
| 8. | „Frost”                                                                 | Ashton Casey, Gina Kushka, Jacob Manson, Yeonjun, Cho Yoon-kyung, "Hitman" Bang, Kim Bo-eun, Danke, Hwang In-chan                                                                  | Jacob Manson           | 3:15    |

### The Chaos Chapter: Fight or Escape
| CD  | CD                                                                      | CD | CD                                            | CD      |
| Nr  | Tytuł utworu                                                            | Tekst & muzyka | Muzyka                                        | Długość |
| --- | ----------------------------------------------------------------------- | --- | --------------------------------------------- | ------- |
| 1.  | „LO$ER=LO♡ER”                                                           | Slow Rabbit, "Hitman" Bang, Andy Love, Lil 27 Club, Billy Walsh, Louis Bell, Daniel Caesar, Oneye, Yeonjun, Moa "Cazzi Opeia" Carlebecker, Alex Karlsson, Ronnie Icon, Hwang In-chan, Jung Jin-woo | Slow Rabbit                                   | 3:18    |
| 2.  | „Anti-Romantic”                                                         | Alex Hope, Salem Ilese, Slow Rabbit, "Hitman" Bang, Danke, Song Jae-kyung | Alex Hope, Slow Rabbit                        | 3:35    |
| 3.  | „0X1=LOVESONG (I Know I Love You)” (feat. Seori)                        | Slow Rabbit, RM, Derek "Mod Sun" Smith, Andrew Migliore, Melanie Joy Fontana, "Hitman" Bang, Danke, Will Simms, Gabriel Brandes, Matt Thomson, Max Lynedoch Graham                                 | Slow Rabbit                                   | 3:22    |
| 4.  | „Magic”                                                                 | Olly Murs, Sarah Blanchard, Richard Boardman, Pablo Bowman, Anders Froen, Aaron Hibell | The Six, Aaron Hibell                         | 2:40    |
| 5.  | „Soakaeng” (kor. 소악행, ang. Ice Cream)                                | Jacob Attwooll, Tristan Landymore, Frederick Cox, Conrad Sewell, Danke, "Hitman" Bang, Lee Seu-ran, Stella Jang, Soobin, Cho Yoon-kyung                                                            | Jacob Attwooll                                | 3:23    |
| 6.  | „Baelronseu geim” (kor. 밸런스 게임, ang. What If I Had Been That Puma) | Ebenezer, Magnus, Yeonjun, Danke, "Hitman" Bang, Taehyun, Cho Yoon-kyung, Beomgyu1, 1월8일, Lutra, Kim In-hyung                                                                                    | Ebenezer, Magnus                              | 3:33    |
| 7.  | „No Rules”                                                              | Gavin Jones, Olof Lindskog, Ryan Lawrie, Lee Seu-ran, Yeonjun, Danke, Hueningkai, Beomgyu, "Hitman" Bang, Taehyun, Cho Yoon-kyung, 1월8일                                                          | Ollipop                                       | 3:06    |
| 8.  | „MOA Diary (Dubaddu Wari Wari)”                                         | Matt Thomson, Max Lynedoch Graham, Gabriel Brandes, Alex Karlsson, Taehyun, Big Hit Music, James F Reynolds, Beomgyu, Soobin, Yeonjun, Hueningkai                                                  | Arcades                                       | 3:08    |
| 9.  | „Dear Sputnik” (kor. 디어 스푸트니크)                                   | El Capitxn, Hueningkai, "Hitman" Bang, Andy Love, Danke, Gabriel Brandes, Matt Thomson, Max Lynedoch Graham, Ronnie Icon, Taehyun, Kim Seon-oh, 1월8일, Kim Bo-eun, Song Jae-kyung                 | Hueningkai, El Capitxn                        | 3:15    |
| 10. | „Frost”                                                                 | Ashton Casey, Gina Kushka, Jacob Manson, Yeonjun, Cho Yoon-kyung, "Hitman" Bang, Kim Bo-eun, Danke, Hwang In-chan                                                                                  | Jacob Manson                                  | 3:15    |
| 11. | „0X1=LOVESONG (I Know I Love You)” (feat. Seori) (Emocore Mix)          | Slow Rabbit, RM, Derek "Mod Sun" Smith, Andrew Migliore, Melanie Joy Fontana, "Hitman" Bang, Danke, Will Simms, Gabriel Brandes, Matt Thomson, Max Lynedoch Graham                                 | Slow Rabbit, "Hitman" Bang, Revin, El Capitxn | 3:39    |

## Notowania
| Lista                                       | Pozycja | Pozycja         |
| Lista                                       | Freeze  | Fight or Escape |
| ------------------------------------------- | ------- | --------------- |
| Gaon Weekly Album Chart                     | 1       | 1               |
| Five Music (Tajwan)                         | 3       | 2               |
| Austrian Albums (Ö3 Austria Top 40)         | 5       | –               |
| Belgian Albums (Ultratop Flanders)          | 17      | 4               |
| Belgian Albums (Ultratop Wallonia)          | 31      | 20              |
| Canadian Albums (Billboard)                 | 49      | –               |
| Dutch Albums (Album Top 100)                | 16      | 71              |
| Finnish Albums (Suomen virallinen lista)    | 20      | 10              |
| German Albums (Offizielle Top 100)          | 11      | –               |
| Hungarian Albums (MAHASZ)                   | 20      | –               |
| Italian Albums (FIMI)                       | 93      | 79              |
| Oricon WWeekly Album Chart (Japonia)        | 1       | –               |
| Billboard Japan Hot Albums                  | 1       | –               |
| Lithuanian Albums (AGATA)                   | 37      | –               |
| Polish Albums (ZPAV)                        | 11      | –               |
| Spanish Albums (PROMUSICAE)                 | 30      | –               |
| Swedish Physical Albums (Sverigetopplistan) | 3       | 6               |
| Swiss Albums (Schweizer Hitparade)          | 15      | –               |
| UK Digital Albums (OCC)                     | 19      | –               |
| Billboard 200                               | 5       | –               |
| World Albums (Billboard)                    | 1       | 1               |

## Nagrody w programach muzycznych
| Program               | Data            | Źródło |
| --------------------- | --------------- | ------ |
| The Show (SBS MTV)    | 8 czerwca 2021  | [ 20 ] |
| Show Champion (MBC M) | 9 czerwca 2021  | [ 21 ] |
| M Countdown (Mnet)    | 10 czerwca 2021 | [ 22 ] |
| Music Bank (KBS2)     | 11 czerwca 2021 | [ 23 ] |

| Program               | Data             | Źródło |
| --------------------- | ---------------- | ------ |
| The Show (SBS MTV)    | 24 sierpnia 2021 | [ 24 ] |
| Show Champion (MBC M) | 25 sierpnia 2021 | [ 25 ] |

## Sprzedaż i certyfikaty
| Kraj                | Sprzedaż | Certyfikat   |
| ------------------- | -------- | ------------ |
| Japonia             | 159 184+ | Złoty        |
| Korea Południowa    | 808 043  | 3x Platynowy |
| USA (Nielsen Music) | 140 000+ |              |